# Пляйсе
Пляйсе (нім. Pleiße) — річка в Німеччині, права притока Вайсе-Ельстер, протікає землею Саксонія і Тюрингія. Площа басейну річки становить 1876 км. Загальна довжина річки 90 км. Висота витоку 443 м. Висота гирла 103 м. Перепад висоти 340 м.
Спочатку Пляйсе мала довжину близько 115 км, однак у другій половині XX століття під час розробки Середньонімецького вугільного басейну її русло було випрямлене та укорочене, а також частково вистелене бетонними плитами. Між селами Зара та Коттериць (обидва села у складі громади Нобіц) Пляйсе має охоронний статус пам'ятки природи.
Як і більшість річок у районі Лейпцизької низовини, Пляйсе схильна до паводкових явищ і є в даний час регульованим протоком з цілою системою шлюзів і водозливів, а також з декількома водосховищами, призначеними захищати Лейпциг від повеней.